# Pereiaslav (Ucraina)
Pereiaslav (în ucraineană Переяслав, transliterat: Pereiaslav) este oraș regional în regiunea Kiev, Ucraina. În Evul Mediu era capitala cnezatului Pereiaslav. Până în 2020 era reședința raionului Pereiaslav-Hmelnițki. 

## Demografie
Componența lingvistică a orașului Pereiaslav
     Ucraineană (95,89%)
     Rusă (3,61%)
     Alte limbi (0,2%)
Conform recensământului din 2001, majoritatea populației orașului Pereiaslav era vorbitoare de ucraineană (95,89%), existând în minoritate și vorbitori de rusă (3,61%).

## Personalități născute aici
- Iuri Dolgoruki (c. 1090 - 1157), Mare principe de Rusia Kieveană.